# Духов (Ростовская область)
Духов — хутор в Матвеево-Курганском районе Ростовской области.
Входит в состав Малокирсановского сельского поселения.

## География
На хуторе имеется одна улица: Мира.

## Население
| 2010 |
| ---- |
| 3    |